# 安部賢一
安部 賢一（あべ けんいち、1973年8月4日 - ）は、日本の俳優である。

## 略歴
大分県大分市出身。ラッキーリバー所属。
大分東明高等学校では、ラグビー部に在籍。卒業後は、別府競輪場がホームバンクの競輪選手だった父親に憧れ、自身も地元から競輪学校入りを目標とするが、ケガによりタイムの限界を感じて挫折。役者への道を目指す。
2016年にテレビ西日本でテレビドラマとして放送され、2018年に映画化された、競輪を題材とした作品『ガチ★星』（監督：江口カン）で初主演をつとめた。

## 出演

### 映画
- 不撓不屈（2005年）
- 東京ゾンビ（2005年）
- ルート225（2006年）
- DEATH NOTE（2006年）
- ストロベリーショートケイクス（2006年）
- それでもボクはやってない（2007年）
- 監督・ばんざい!（2007年）
- L change the WorLd（2008年） - CA 役
- 空へ-救いの翼 RESCUE WINGS-（2008年） - 芝高志 役
- 252 生存者あり 平野役（2008年）
- 私は貝になりたい（2008年） - 副官 役
- アキレスと亀（2008年） - 警官 役
- カイジ 人生逆転ゲーム（2009年）
- ゼブラーマン（2010年）
- アンフェア the answer（2011年）
- SP 革命篇（2011年） - 田端 役
- アウトレイジ ビヨンド（2012年）
- 映画 妖怪人間ベム（2012年）
- 踊る大捜査線 THE FINAL 新たなる希望（2012年）[1]
- ガチ★星（2018年） - 濱島浩司 役（主演）
- アンダー・ユア・ベッド（2019年） - 浜崎健太郎 役
- 夏、至るころ（2020年）
- 燃えよ剣（2021年）安藤久右衛門役
- 余命10年（2022年） - 礼子の夫 役
- 罪と悪（2024年）[7]

### テレビドラマ
- ハケンの品格 第1シリーズ 第3話（日本テレビ、2007年1月24日）
- RESCUE 特別高度救助隊（TBS、2008年）
- ドン★キホーテ 第4話（日本テレビ、2011年7月30日）
- ダブルフェイス 潜入捜査編（TBS、2012年）
- 踊る大捜査線 THE LAST TV サラリーマン刑事と最後の難事件（フジテレビ、2012年）
- 走馬灯株式会社 第1話（TBS、2012年7月16日）
- 相棒（テレビ朝日）
  - season10 第11話（2012年1月11日） - メトロポリタンリサーチ社員 役
  - season17 第5話（2018年11月14日） - 若月雄也 役
- 孤独のグルメ Season4 第4 話 （2014年7月30日、テレビ東京）  - 作業着客1 役
- ガチ★星（テレビ西日本、2016年） - 主演・濱島浩司 役
- BG〜身辺警護人〜 第1章 第2・4話（テレビ朝日、2018年1月25日・2月8日） - 長峰 役[1]
- dele 第1話（テレビ朝日、2018年7月27日） - 刑事 役
- 税務調査官・窓際太郎の事件簿34（TBS、2018年8月6日） - 倉貫 役
- 面白南極料理人 第2話（テレビ大阪・BSテレ東、2019年1月20日） - 渉くんのお父さん 役
- まどろみバーメイド 〜屋台バーで最高の一杯を。〜 第4話（テレビ大阪・BSテレ東、2019年8月4日） - 早馬 役
- 死役所 第1話（テレビ東京、2019年10月17日 ） - 鹿野正平 役
- 江戸前の旬 Season2 第6貫（テレビ大阪・BSテレ東、2019年12月1日） - 米山 役
- 姉ちゃんの恋人 第1話（関西テレビ・フジテレビ、2020年10月27日） - 桃子の同僚 役
- アバランチ （2021年10月 - 12月、カンテレ・フジテレビ系）
- 月曜プレミア8 横山秀夫サスペンス「第三の時効」（2021年11月29日、テレビ東京） - 渡部善博 役
- 好きなオトコと別れたい（2024年4月4日 - 6月20日、テレビ東京） - 浩次の父 役